# Rosaly Lopes

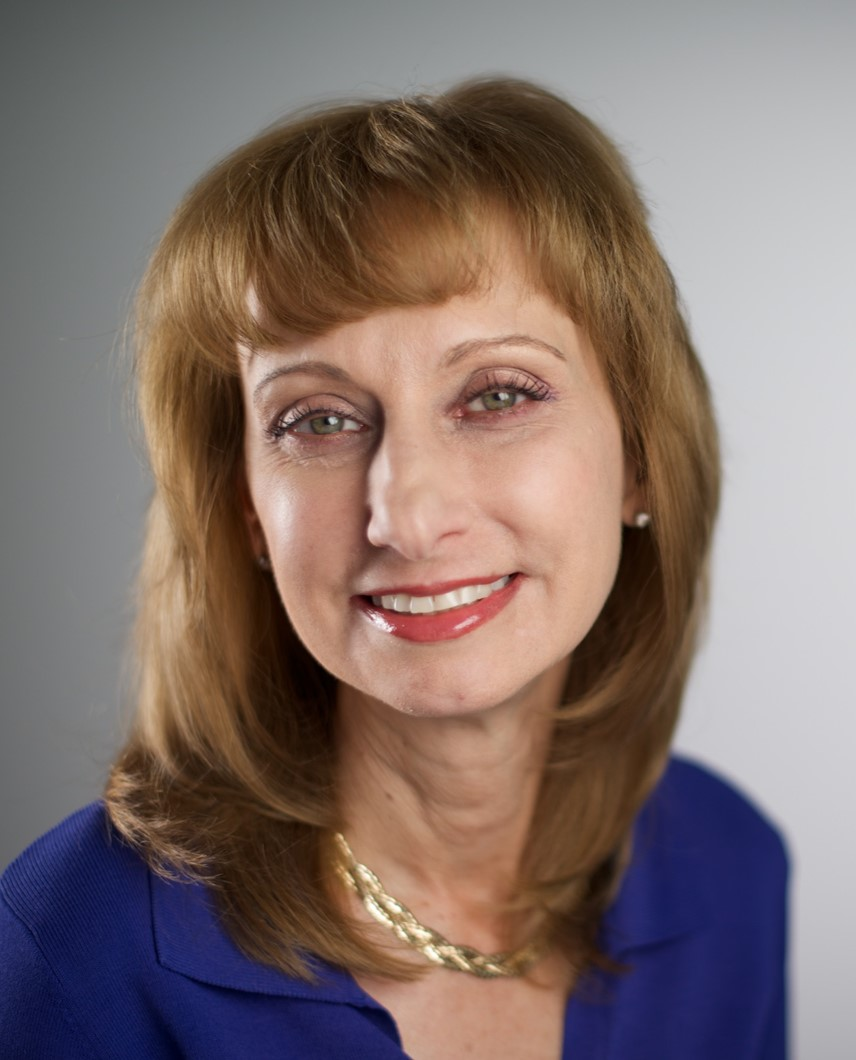
Rosaly Lopes vào năm 2019

Rosaly MC Lopes (sinh ngày 8 tháng 1 năm 1957 tại Rio de Janeiro, Brazil)  là một nhà địa chất hành tinh, nhà nghiên cứu núi lửa, một tác giả của nhiều bài báo khoa học và một số cuốn sách, cũng như một người đề xuất giáo dục. Mối quan tâm nghiên cứu chính của cô là trong các quá trình bề mặt hành tinh và mặt đất với trọng tâm là núi lửa.

## Cuộc sống và sự nghiệp khoa học
Tuổi thơ của Lopes sống gần Ipanema, Rio de Janeiro. Lấy cảm hứng một phần bởi Poppy Northcutt của NASA, cô chuyển đến London ở Anh vào năm 1975 để nghiên cứu thiên văn học tại Đại học London. Cô tốt nghiệp danh dự ngành thiên văn học năm 1978. Trong học kỳ cuối cùng của mình, cô đã tham gia khóa học khoa học hành tinh  với John Guest – và ba tuần sau khi khóa học, Mount Etna bùng nổ. Lopes quyết định thay đổi lĩnh vực nghiên cứu của mình thành núi lửa, trên trái đất và trong không gian.
Đối với nghiên cứu tiến sĩ của mình, cô chuyên ngành địa chất và núi lửa hành tinh, hoàn thành bằng tiến sĩ của mình . trong Khoa học hành tinh năm 1986 với luận án so sánh các quá trình núi lửa trên Trái đất và Sao Hỏa. Trong tiến sĩ của cô. cô đã đi nhiều nơi đến những ngọn núi lửa đang hoạt động  và trở thành thành viên của Đội giám sát núi lửa phun trào của Vương quốc Anh. Trải nghiệm đầu tiên của cô về một ngọn núi lửa đang hoạt động là núi Etna ở Sicily năm 1979.
Lopes bắt đầu sự nghiệp tiến sĩ của mình với tư cách là Người phụ trách Thiên văn học hiện đại và Phó Trưởng phòng Thiên văn học tại Đài thiên văn Hoàng gia Cũ ở Greenwich, Vương quốc Anh. Năm 1989, cô thực hiện bản đồ các nguy hiểm tại Đài thiên văn Vesuvius ở Naples, Ý với tư cách là Nhà nghiên cứu Tham quan.
Cô gia nhập Phòng thí nghiệm Động cơ phản lực ở Pasadena, California với tư cách là Hiệp hội nghiên cứu thường trú của Hội đồng nghiên cứu quốc gia năm 1989 và sau hai năm, trở thành thành viên của dự án tàu vũ trụ Galileo. Cô đã làm việc trong kế hoạch nhóm của Phổ kế hoạch ánh xạ hồng ngoại (NIMS) và phân tích các quan sát về mặt trăng núi lửa Io của sao Mộc từ năm 1996 đến 2001. Cô đã phát hiện 71 ngọn núi lửa trên vệ tinh Io mà trước đây chưa từng được phát hiện là hoạt động.